# Adelsdorf

Adelsdorf este o comună din landul Bavaria, Germania.